# Harun Hamid
Harun Ar-Rashid Faheem Hamid (urdu ‏ہارون الرشید فہیم حامد‎; ur. 10 listopada 2003 w Londynie) – pakistański piłkarz występujący na pozycji pomocnika w polskim klubie Flota Świnoujście.

## Kariera klubowa
W swojej karierze grał w rezerwach Queens Park Rangers oraz półprofesjonalnych klubach Kingstonian F.C., St Albans City F.C. oraz Farnborough F.C.

## Kariera reprezentacyjna
W reprezentacji Pakistanu zadebiutował 21 marca 2023 w spotkaniu przeciwko Malediwom. Pierwszą bramkę w kadrze strzelił 17 października 2023 w meczu z Kambodżą. Gol ten zapewnił Pakistanowi zwycięstwo w dwumeczu 1:0 i tym samym pierwszy w historii awans do drugiej rundy eliminacji Mistrzostw Świata 2026.